# Patson Daka
Patson Daka, né le 9 octobre 1998 à Chingola, est un footballeur international zambien qui évolue au poste d'attaquant à Leicester City.

## Biographie

### Carrière en club

#### Arrivée en Autriche

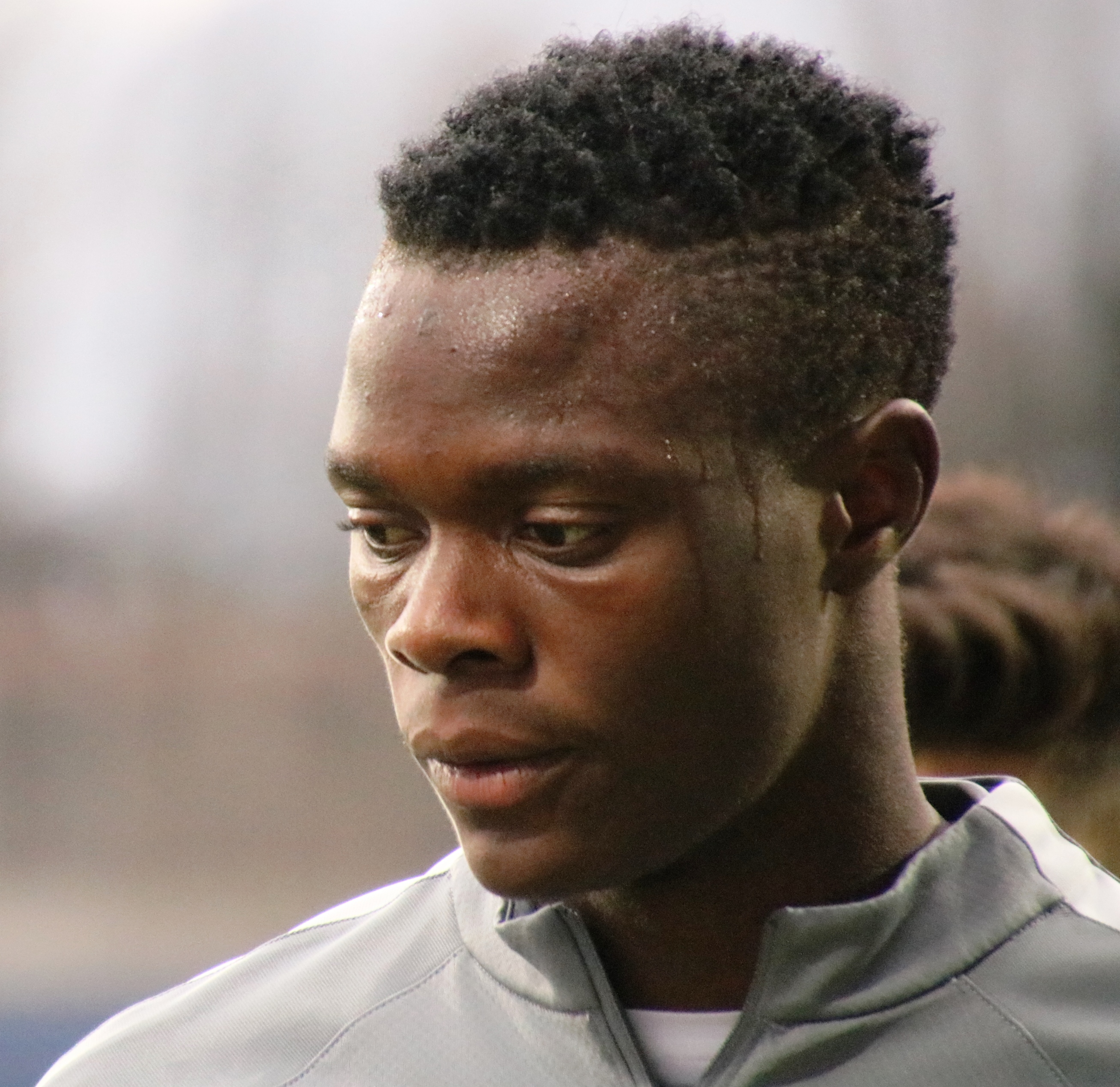
Patson Daka avant un match du FC Liefering en 2017.

Le 1er janvier 2017, Patson Daka est prêté par le Kafue Celtic FC au FC Liefering pour une durée de six mois. Le club qui appartient à Red Bull, joue en deuxième division autrichienne. Durant ces six mois au club, il dispute neuf matchs avec son nouveau club et marque deux buts.
À la fin de la saison, il s'engage avec le Red Bull Salzbourg et jouera durant cette saison avec les deux clubs. Il fait ses débuts avec son nouveau club le 24 août 2017 lors d'un match de qualification pour la Ligue Europa 2017-2018 à domicile contre les Roumains du Viitorul Constanța. Durant ce match, il rentre en jeu à la 56e minute de jeu en remplaçant Fredrik Gulbrandsen.
Trois jours plus tard, il fait ses débuts en première division autrichienne en remplaçant de nouveau Fredrik Gulbrandsen à la 79e minute du match opposant son club au SK Sturm Graz.
Pour sa première saison avec le Red Bull Salzbourg, Patson Daka dispute 12 matchs avec son nouveau club dont huit en championnat et marque un but. De même, il dispute 18 matchs avec le FC Liefering en deuxième division et marque 4 buts. À l'issue de sa première saison avec le Red Bull Salzbourg il remporte son premier championnat d'Autriche.

#### Éclosion en Autriche avec le RB Salzbourg
Il est l'auteur d'un doublé contre le FC Bruges lors du match retour des seizièmes de finale et permet à son club le RB Salzbourg de se qualifier pour les huitièmes de finale de la Ligue Europa en 2019. Il participe au match aller des huitièmes de finale et ne peut empêcher l'élimination de son équipe par le SSC Naples. Pour sa deuxième saison avec son club, il dispute 26 matchs toutes compétitions confondues et marque 6 buts permettant notamment à son équipe de conserver son titre de championnat d'Autriche et de remporter la Coupe d'Autriche.
La saison 2019-2020 est particulièrement réussi par Patson Daka qui marque 24 buts en championnat pour le RB Salzbourg et termine deuxième meilleur buteur de son championnat permettant à son club de remporter un nouveau titre de champion. Lors de l'édition 2019-2020 de la Ligue des champions, Patson Daka ouvre le score à la 43e sur une passe décisive de Dominik Szoboszlai et permet à son équipe de s'imposer sur le score 4-1 sur le terrain des Belges du KRC Genk. Il termine cette saison avec 45 matchs disputés et 27 buts inscrits avec son club. Le RB Salzbourg et Patson Daka remportent de nouveau le championnat d'Autriche et la Coupe d'Autriche.
Lors de la saison 2020-2021, Patson confirme ses bons résultats de la saison précédente. En effet, il termine meilleur buteur de l'édition 2020-2021 du championnat d'Autriche et permet à son équipe de remporter le championnat, son quatrième. Avec son club, il réalise le doublé en remportant la Coupe d'Auriche. En Coupe d'Europe, il permet à son équipe de se qualifier pour la phase de groupe de la Ligue des champions version 2020-2021, en inscrivant un doublé lors du barrage retour contre le Maccabi Tel-Aviv.

#### Leicester City
À la fin de la saison, le 30 juin 2021, il signe un contrat de cinq ans en faveur de Leicester City en Premier League en l'échange d'une indemnité estimé à 26 M€.
Après des débuts timides, le 20 octobre 2021, lors d'un match de Ligue Europa 2021 contre le Spartak Moscou, bien que son équipe soit menée 2-0 peu avant la mi-temps, il inscrit un quadruplé pour offrir la victoire à son équipe, score final de 3-4.

### Carrière en sélection
Avec l'équipe de Zambie des moins 20 ans, Patson Daka participe à la Coupe d'Afrique des nations des moins de 20 ans en 2017. Lors de cette compétition organisée dans son pays natal, il est titulaire et joue cinq matchs. Il se met en évidence en marquant plusieurs buts : un but lors du premier match contre la Guinée, puis un doublé contre l'Égypte et enfin un dernier but lors de la finale remportée face au Sénégal. Il délivre également une passe décisive contre le Mali en phase de poule. Il se voit d'ailleurs récompensé par le titre de meilleur joueur de la compétition.
Il dispute ensuite quelques mois plus tard la Coupe du monde des moins de 20 ans organisée en Corée du Sud. Lors du mondial junior, il joue cinq matchs. Il marque un but et délivre une passe décisive contre l'Iran en phase de groupe. Il marque à nouveau lors du huitième de finale remportée face à l'Allemagne. La Zambie s'incline en quart de finale face à l'Italie après prolongation.
Il reçoit sa première sélection en équipe de Zambie A le 10 mai 2015, en amical contre le Malawi (victoire 2-0). La même année, il participe à la Coupe COSAFA.
En janvier 2016, il participe au Championnat d'Afrique des nations organisée au Rwanda. Lors de cette compétition, il joue deux matchs, contre l'Ouganda (victoire 0-1) et le Mali (0-0). La même année, il participe de nouveau à la Coupe COSAFA.
Il inscrit son premier but en équipe nationale le 5 septembre 2017, contre l'Algérie. Ce match gagné 0-1 rentre dans le cadre des éliminatoires du mondial 2018. Deux mois plus tard, il marque son deuxième but contre le Cameroun, lors de ce mêmes éliminatoires (2-2).  En décembre 2023, il est retenu dans la liste des vingt-sept joueurs zambiens sélectionnés par Avram Grant pour disputer la Coupe d'Afrique des nations 2023.

## Statistiques

### En club
| Saison                | Club                  | Championnat           | Championnat | Championnat | Championnat | Coupe(s) nationale(s) | Coupe(s) nationale(s) | Coupe(s) nationale(s) | Supercoupe | Supercoupe | Supercoupe | Compétition(s) continentale(s) | Compétition(s) continentale(s) | Compétition(s) continentale(s) | Compétition(s) continentale(s) | Total | Total | Total |
| Saison                | Club                  | Division              | M.          | B.          | P.d.        | M.                    | B.                    | P.d.                  | M.         | B.         | P.d.       | Comp.                          | M.                             | B.                             | P.d.                           | M.    | B.    | P.d.  |
| 2016-2017             | FC Liefering (prêt)   | 2. Liga               | 9           | 2           | 2           | -                     | -                     | -                     | -          | -          | -          | -                              | -                              | -                              | -                              | 9     | 2     | 2     |
| 2017-2018             | FC Liefering (prêt)   | 2. Liga               | 18          | 4           | 5           | -                     | -                     | -                     | -          | -          | -          | -                              | -                              | -                              | -                              | 18    | 4     | 5     |
| Sous-total            | Sous-total            | Sous-total            | 27          | 6           | 7           | -                     | -                     | -                     | -          | -          | -          | -                              | -                              | -                              | -                              | 27    | 6     | 7     |
| 2017-2018             | Red Bull Salzbourg    | Bundesliga            | 8           | 0           | 0           | 2                     | 1                     | 1                     | -          | -          | -          | C3                             | 2                              | 0                              | 0                              | 12    | 1     | 1     |
| 2018-2019             | Red Bull Salzbourg    | Bundesliga            | 15          | 3           | 1           | 3                     | 1                     | 1                     | -          | -          | -          | C1+C3                          | 4+4                            | 0+2                            | 0+0                            | 26    | 6     | 2     |
| 2019-2020             | Red Bull Salzbourg    | Bundesliga            | 31          | 24          | 8           | 6                     | 2                     | 3                     | -          | -          | -          | C1+C3                          | 6+2                            | 1+0                            | 0+1                            | 45    | 27    | 12    |
| 2020-2021             | Red Bull Salzbourg    | Bundesliga            | 28          | 27          | 7           | 6                     | 5                     | 0                     | -          | -          | -          | C1+C3                          | 6+2                            | 2+0                            | 2+1                            | 42    | 34    | 10    |
| Sous-total            | Sous-total            | Sous-total            | 82          | 54          | 16          | 17                    | 9                     | 5                     | -          | -          | -          | -                              | 26                             | 5                              | 4                              | 125   | 68    | 25    |
| 2021-2022             | Leicester City        | Premier League        | 23          | 6           | 1           | 4                     | 0                     | 1                     | 1          | 0          | 0          | C3+C4                          | 6+5                            | 5+1                            | 0+1                            | 39    | 12    | 3     |
| 2022-2023             | Leicester City        | Premier League        | 29          | 4           | 4           | 6                     | 0                     | 0                     | -          | -          | -          | -                              | -                              | -                              | -                              | 35    | 4     | 4     |
| 2023-2024             | Leicester City        | Championship          | 20          | 7           | 5           | 2                     | 0                     | 0                     | -          | -          | -          | -                              | -                              | -                              | -                              | 22    | 7     | 5     |
| 2024-2025             | Leicester City        | Premier League        | 18          | 1           | 0           | 2                     | 0                     | 1                     | -          | -          | -          | -                              | -                              | -                              | -                              | 20    | 1     | 1     |
| Sous-total            | Sous-total            | Sous-total            | 90          | 18          | 9           | 13                    | 0                     | 2                     | 1          | 0          | 0          | -                              | 11                             | 6                              | 1                              | 115   | 24    | 12    |
| Total sur la carrière | Total sur la carrière | Total sur la carrière | 198         | 78          | 31          | 30                    | 9                     | 7                     | 1          | 0          | 0          | -                              | 37                             | 11                             | 5                              | 266   | 98    | 43    |

### Buts internationaux
| No | Date             | Stade                                       | Opposant   | Score | Résultats | Compétition                                          |
| -- | ---------------- | ------------------------------------------- | ---------- | ----- | --------- | ---------------------------------------------------- |
| 1. | 5 septembre 2017 | Stade Chahid-Hamlaoui, Constantine, Algérie | Algérie    | 1–0   | 1–0       | Éliminatoires de la Coupe du monde 2018              |
| 2. | 11 novembre 2017 | Stade Levy Mwanawasa, Ndola, Zambie         | Cameroun   | 1–0   | 2–2       | Éliminatoires de la Coupe du monde 2018              |
| 3. | 19 novembre 2019 | National Heroes Stadium, Lusaka, Zambie     | Zimbabwe   | 1–1   | 1–2       | Qualifications à la Coupe d'Afrique des nations 2021 |
| 4. | 25 mars 2021     | National Heroes Stadium, Lusaka, Zambie     | Algérie    | 1–2   | 3–3       | Qualifications à la Coupe d'Afrique des nations 2021 |
| 5. | 25 mars 2021     | National Heroes Stadium, Lusaka, Zambie     | Algérie    | 3–3   | 3–3       | Qualifications à la Coupe d'Afrique des nations 2021 |
| 6. | 29 mars 2021     | National Sports Stadium, Harare, Zambie     | Zimbabwe   | 1–0   | 2–0       | Qualifications à la Coupe d'Afrique des nations 2021 |
| 7. | 29 mars 2021     | National Sports Stadium, Harare, Zambie     | Zimbabwe   | 2–0   | 2–0       | Qualifications à la Coupe d'Afrique des nations 2021 |
| 8. | 13 novembre 2021 | National Heroes Stadium, Lusaka, Zambie     | Mauritanie | 1–0   | 4–0       | Qualifications à la Coupe du monde 2022              |

## Palmarès

### En sélection
- Zambie -20 ans :
  - Coupe d'Afrique des nations des moins de 20 ans
    - Vainqueur : 2017.

### En club
- Red Bull Salzbourg :
  - Championnat d'Autriche
    - Champion : 2018, en 2019, en 2020 et 2021

  - Coupe d'Autriche
  - Vainqueur :  2019, 2020 et 2021
- Leicester City :
  - Community Shield
    - Vainqueur : 2021.

  - EFL Championship 
    - Champion : 2024

### Individuel
- Élu meilleur joueur de la Coupe d'Afrique des nations des moins de 20 ans 2017 avec la Zambie
- Meilleur Buteurs de la Coupe d'Afrique des nations junior 2017 Égaux

Avec l’Zambie -20 ans
- Meilleur buteur du Championnat d'Autriche de football 2020-2021 (27 buts).

## Galerie

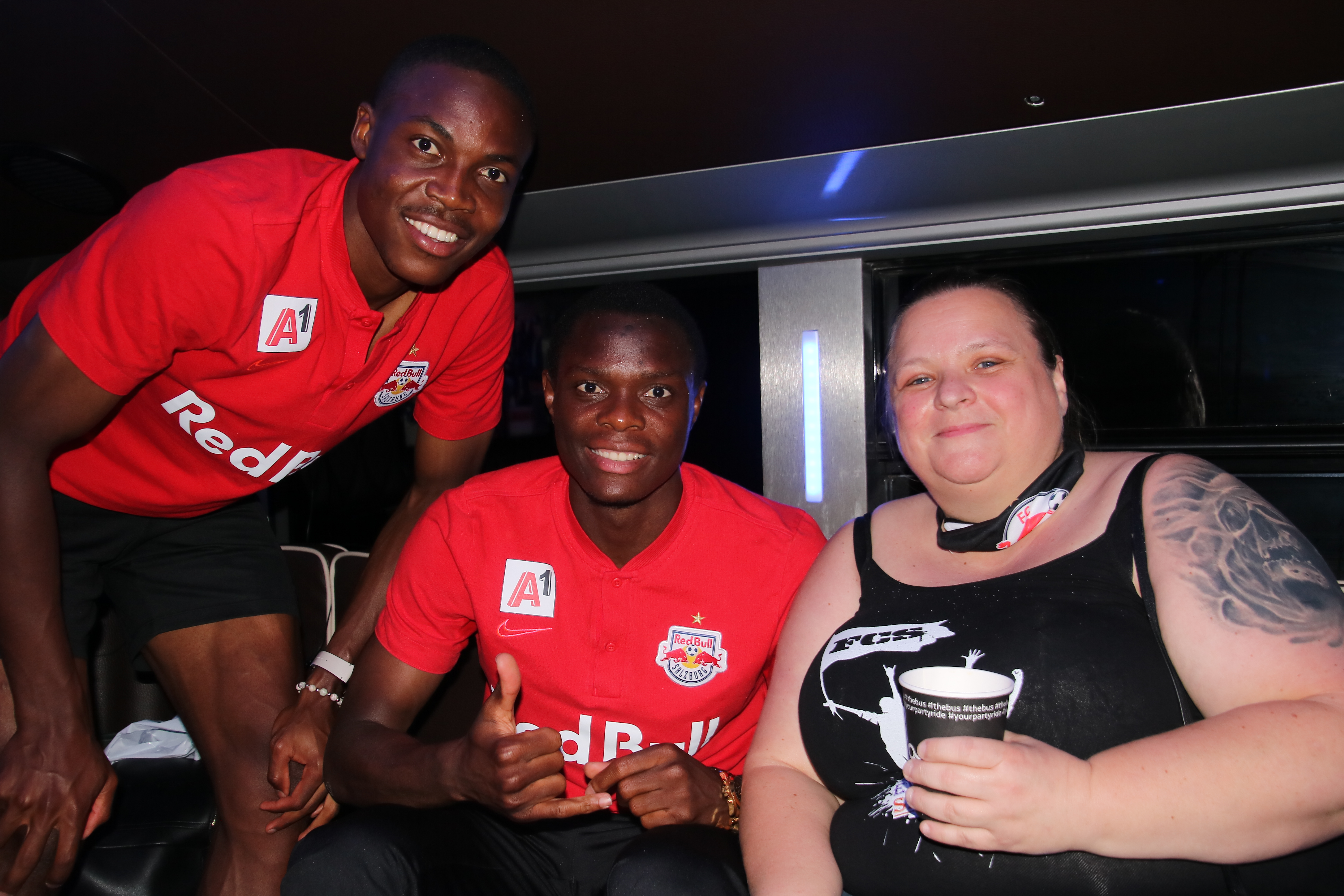
2020, réception de l'équipe des champions de football autrichiens.
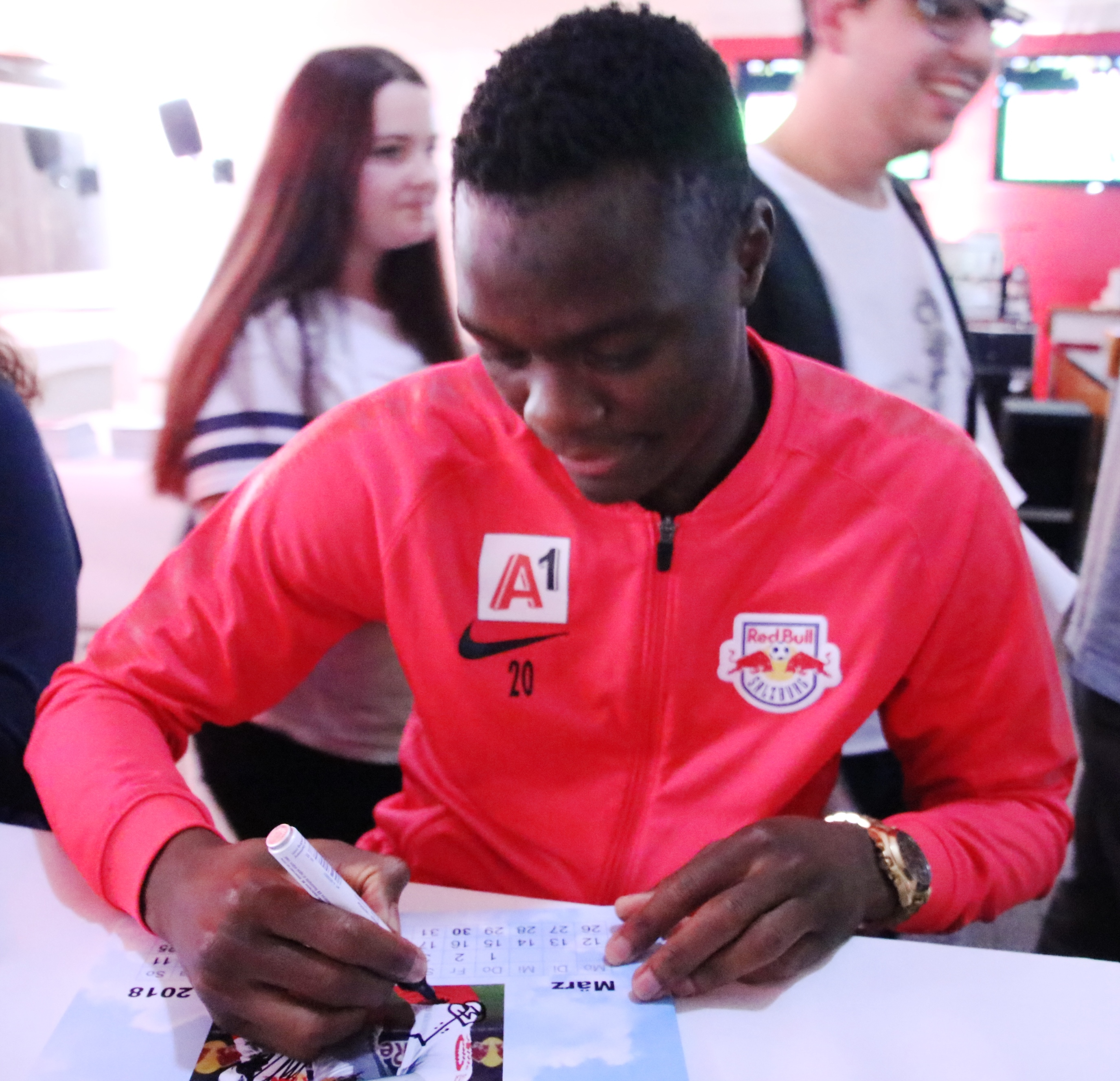
Décembre 2018, les clubs de supporters du FC Red Bull Salzbourg fêtent Noël.
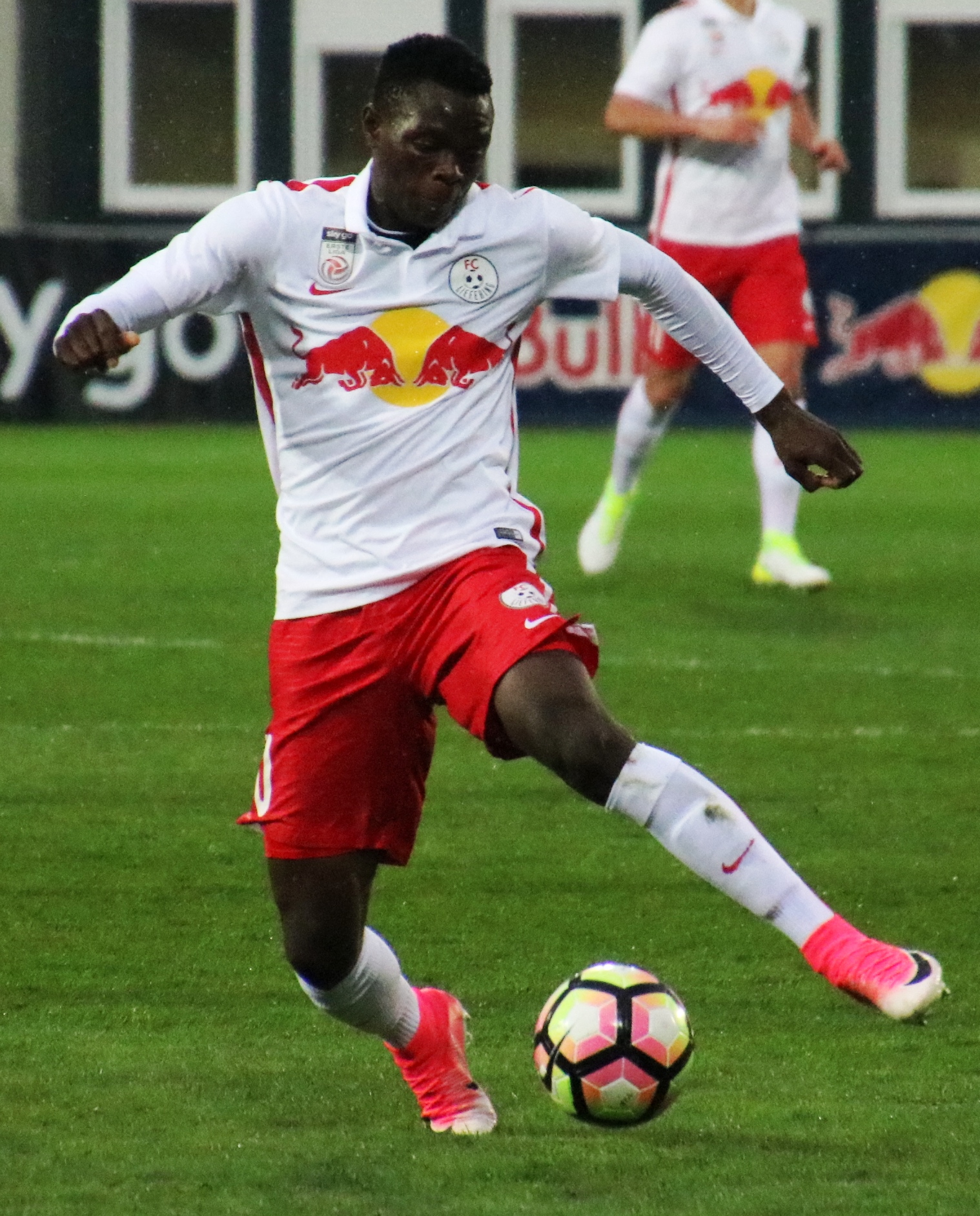
Avril 2017, match pour le 2e championnat Autriche.
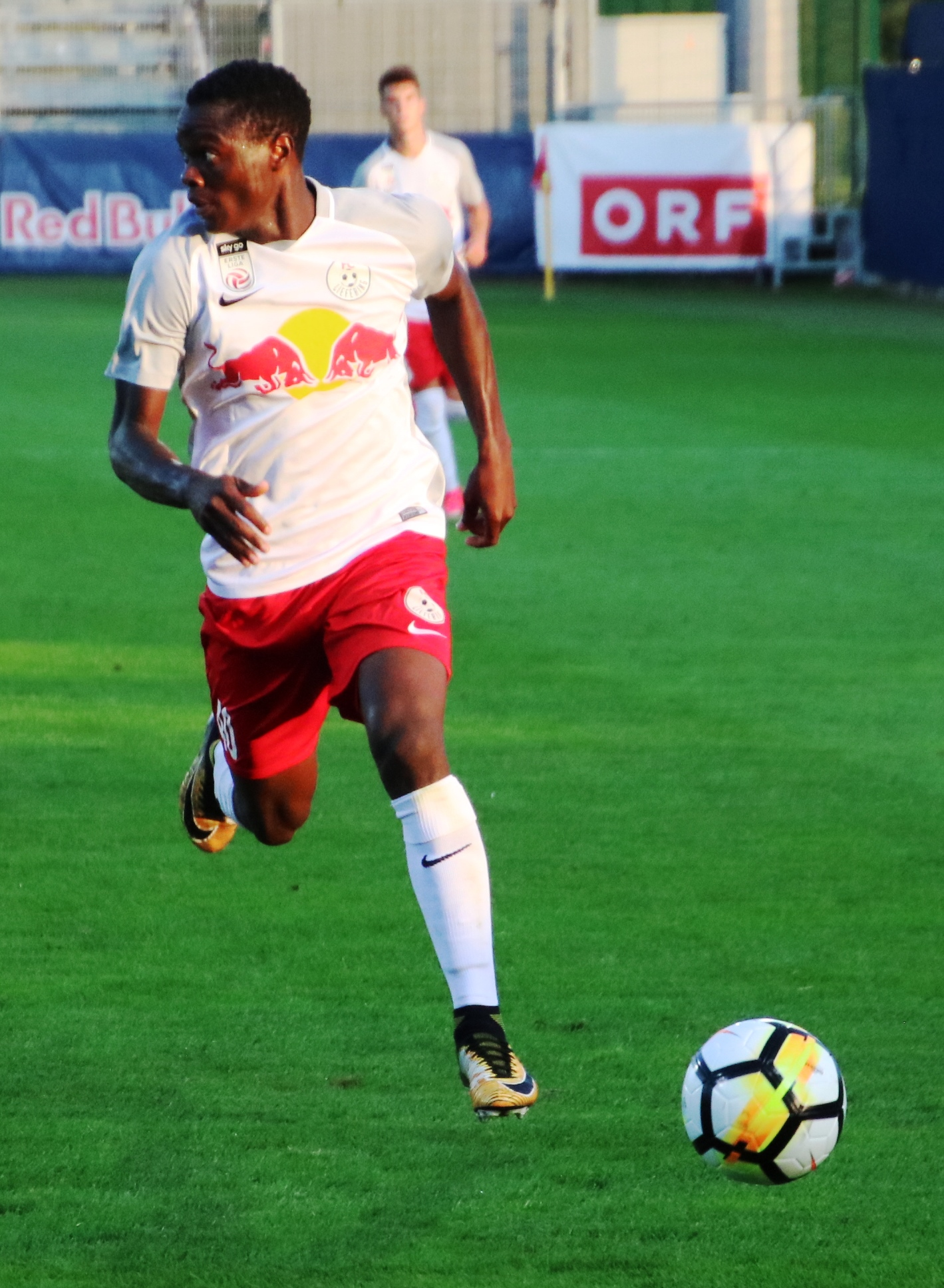
Août 2017, match comptant pour le 2e championnat Autriche.
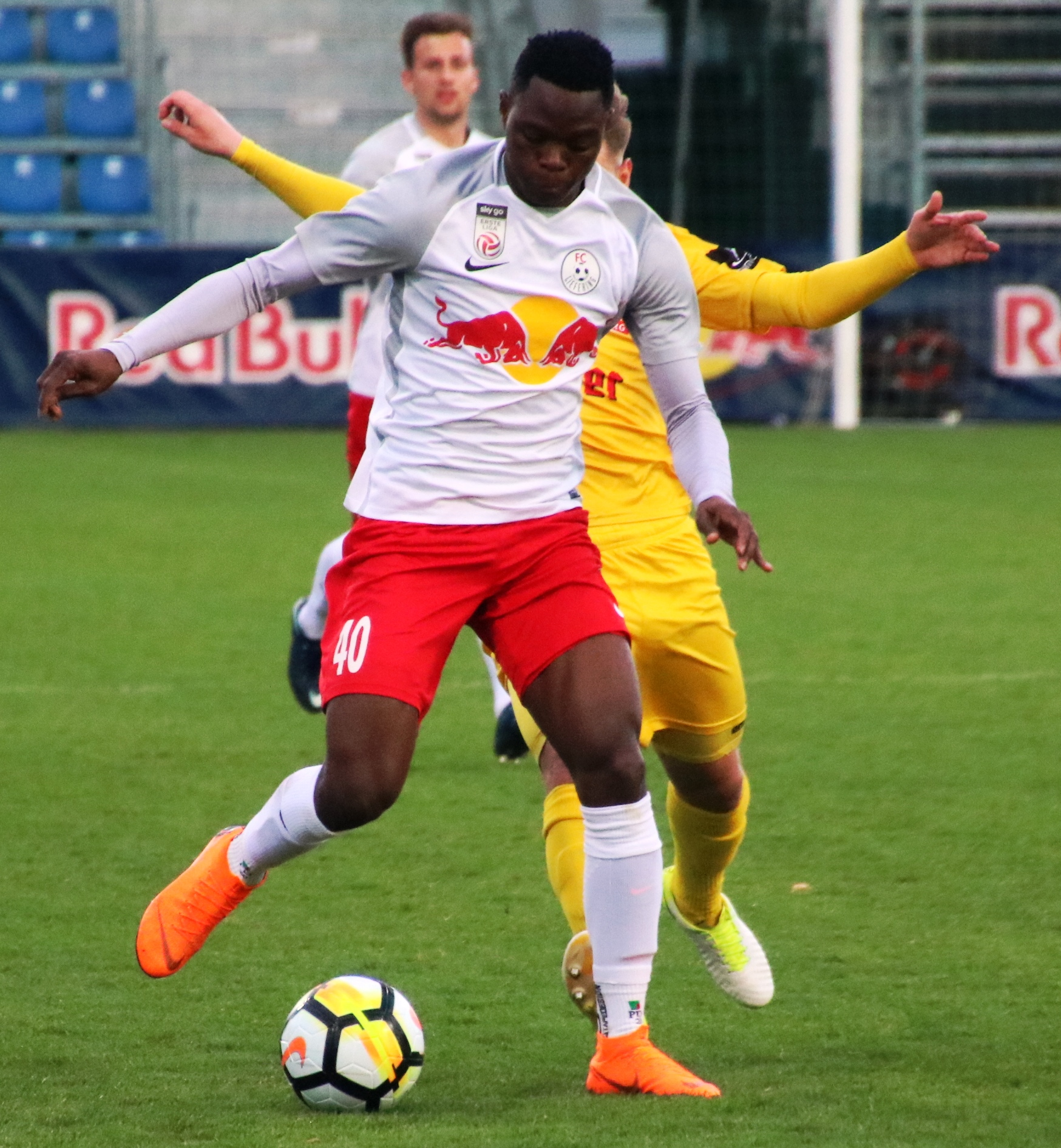
Avril 2018, Autriche 2e match de championnat.
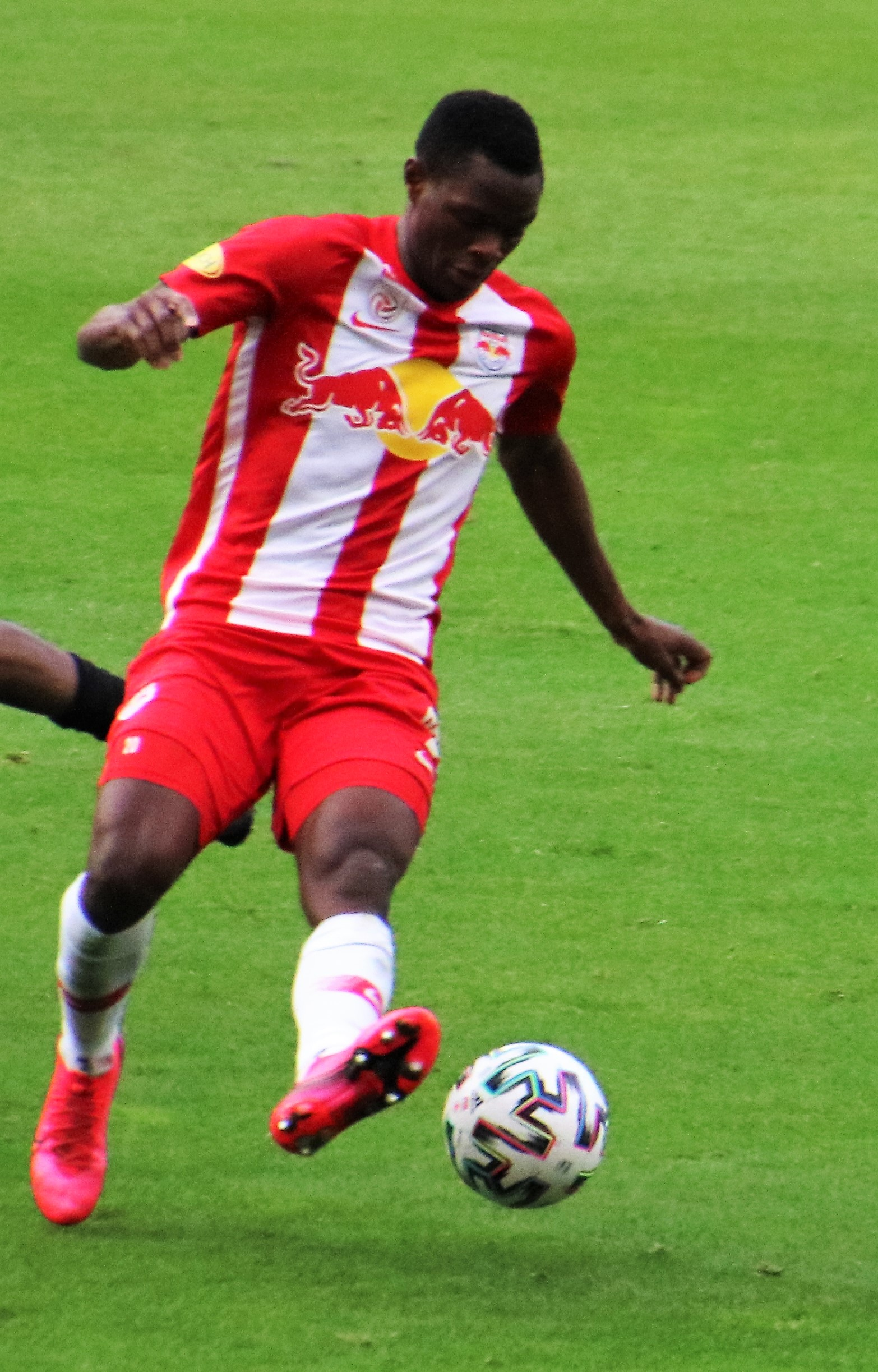
Mars 2020, Bundesliga autrichienne 22e tour.
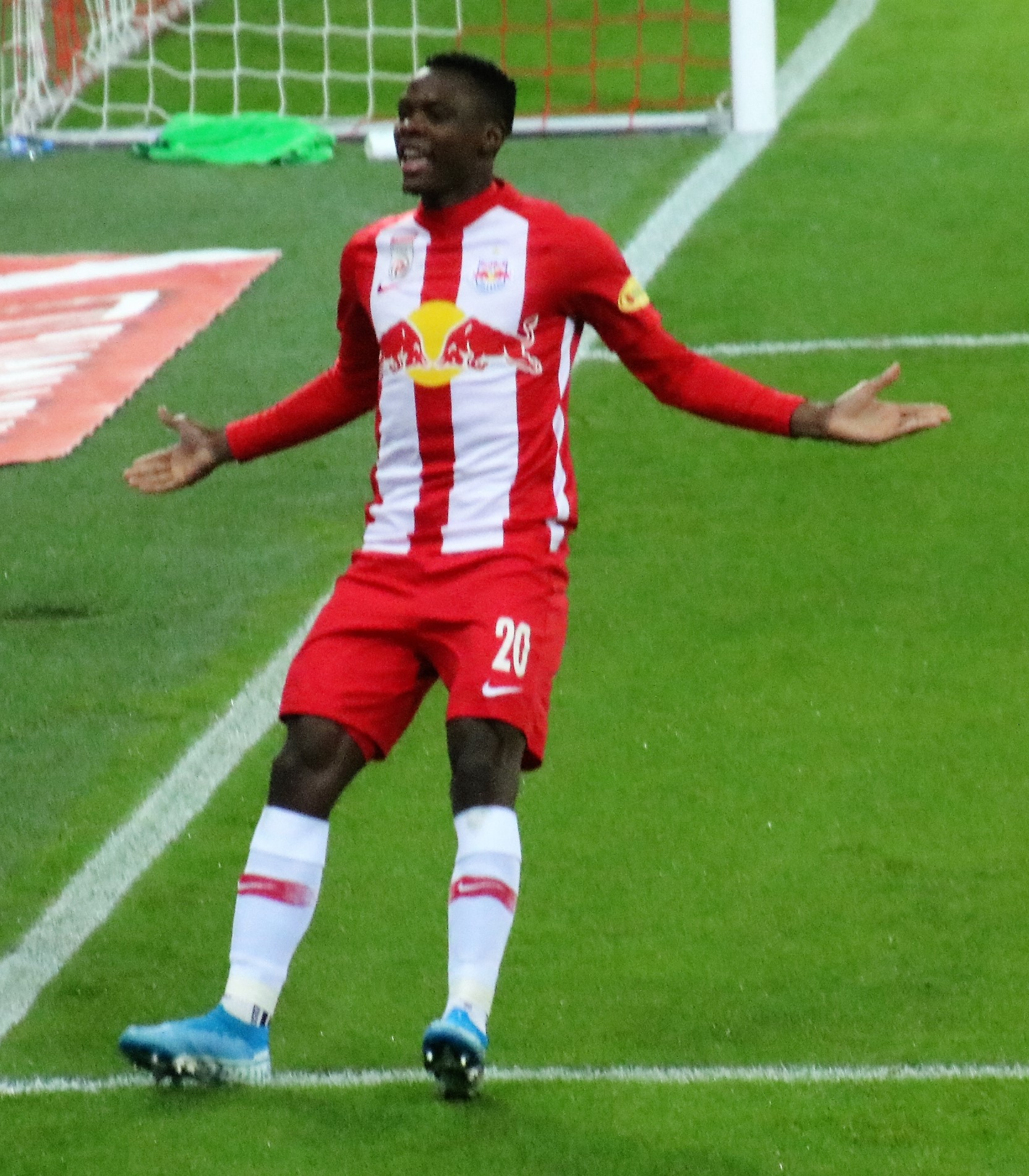
Décembre 2019, match de championnat Bundesliga autrichienne 17e tour.
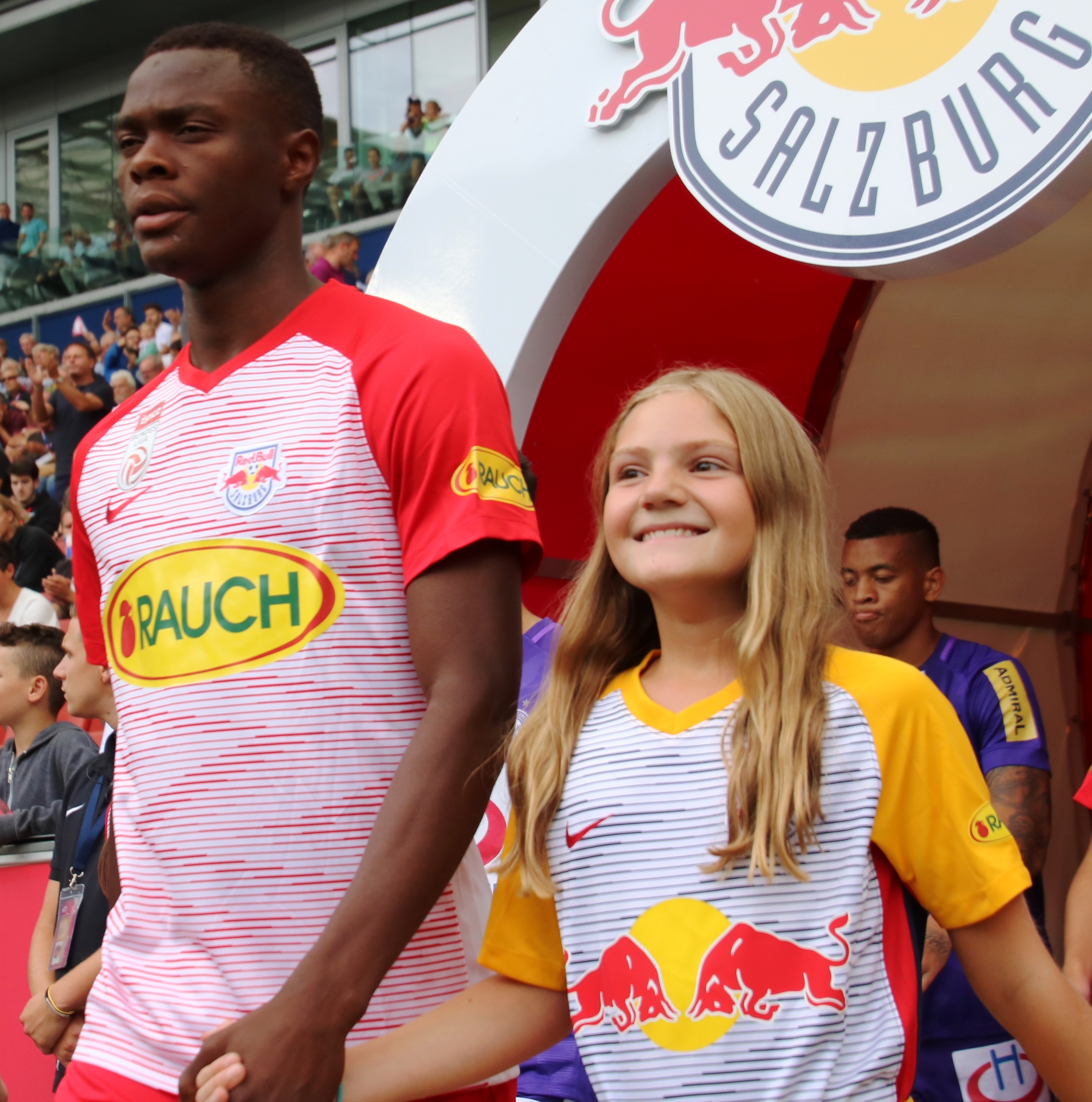
Août 2018, match de championnat de Bundesliga autrichienne 3e tour.
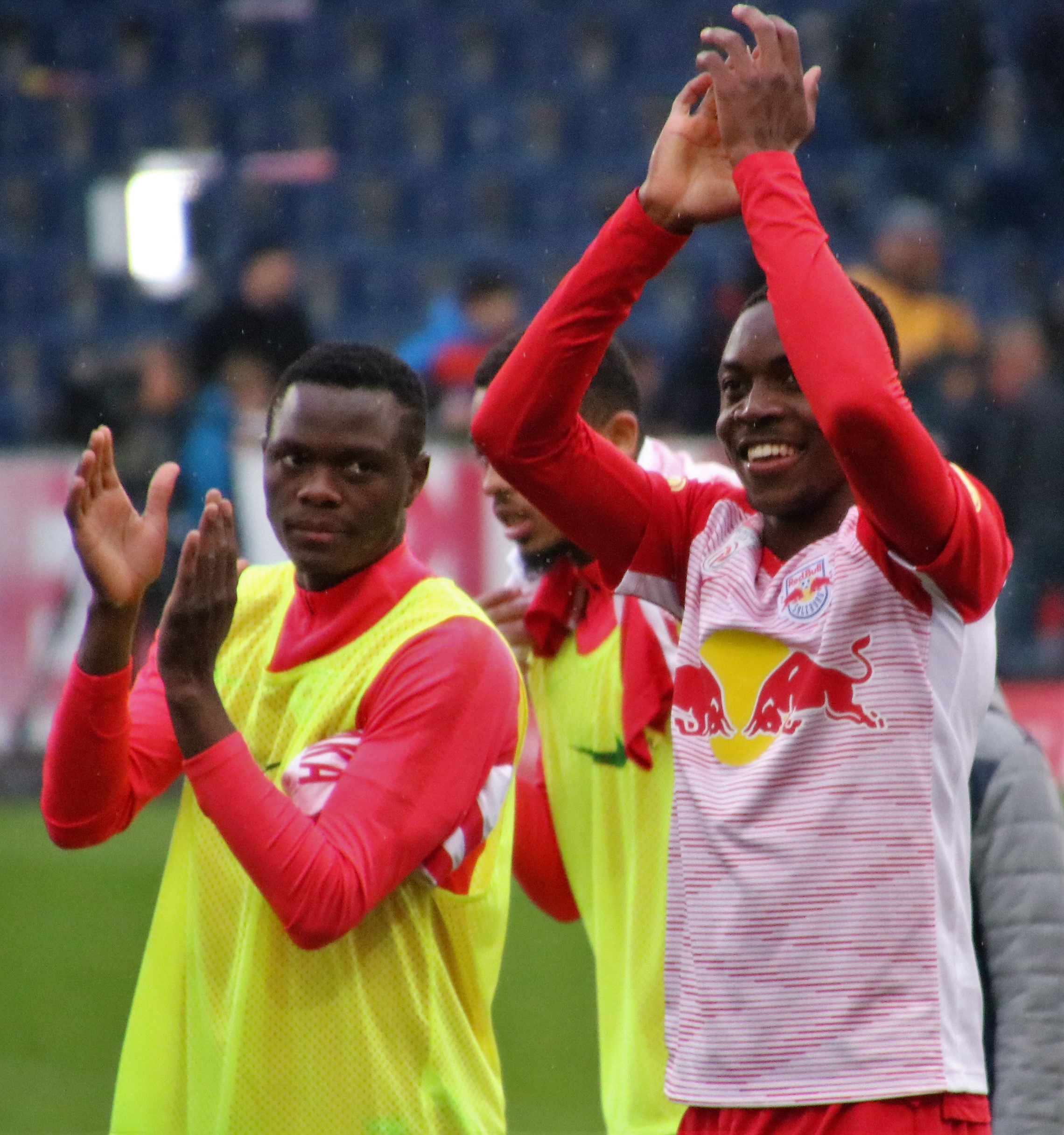
Avril 2019, match de championnat Bundesliga autrichienne.